# Sinamalaka
Sinamalaka is een bestuurslaag in het regentschap Flores Timur van de provincie Oost-Nusa Tenggara, Indonesië. Sinamalaka telt 931 inwoners (volkstelling 2010).